# المپیک تابستانی ۱۹۴۰
بازی‌های المپیک تابستانی ۱۹۴۰ که به طور رسمی به عنوان دوازدهمین بازیهای المپیک شناخته می‌شد و قرار بود از ۲۱ سپتامبر تا ۶ اکتبر سال ۱۹۴۰ در توکیو ژاپن برگزار شود، به علت جنگ جهانی دوم لغو شد. میزبانی توکیو در کمیته بین‌المللی المپیک در قاهره در سال ۱۹۳۸ به علت جنگ لغو شد.

## انتخاب میزبان
کاندیداها:
1.هلسینکی-فنلاند
2.بارسلون-پادشاهی اسپانیا
3.رم-ایتالیای فاشیستی (۱۹۲۲ تا ۱۹۴۳)
4.توکیو-امپراتوری ژاپن

میزبان اولیه: توکیو
میزبان دوم: هلسینکی
محل رای گیری: برلین-آلمان نازی